# کیکی (بازیکن فوتبال)
کیکی (انگلیسی: Kayky؛ زادهٔ ۱۱ ژوئن ۲۰۰۳) بازیکن فوتبال اهل برزیل است.
از باشگاه‌هایی که در آن بازی کرده‌است می‌توان به باشگاه فوتبال فلومیننزه و باشگاه فوتبال منچستر سیتی اشاره کرد.
وی همچنین در تیم ملی فوتبال زیر ۱۷ سال برزیل بازی کرده‌است.

## تیم ملی
کایکی که به‌طور مداوم به تمرینات تیم‌های زیر ۱۵ و زیر ۱۷ سال برزیل فراخوانده شده بود، در دو بازی دوستانه برای تیم زیر ۱۶ سال در سال ۲۰۱۹ شرکت کرد.